# Bošt
Bošt es una localidad de Croacia situada en el municipio de Duga Resa, en el condado de Karlovac. Según el censo de 2021, tiene una población de 47 habitantes.

## Demografía
| Gráfica de población de Bošt 1857-2021                             |
|                                                                    |
| Según los censos de población de la Oficina de Estadísticas Croata |